# آنتونیو کرتیس
آنتونیو کُرتیس (اسپانیایی: Antonio Cortis‎؛ ۱۲ اوت ۱۸۹۱ – ۲ آوریل ۱۹۵۲) یک خواننده تنور اپرا اهل اسپانیا بود.
صدای او را بسیار عالی توصیف کرده‌اند و در هر دو قاره اروپا و آمریکا، هنرنمایی‌هایش را در اجرایِ اپراهایِ ایتالیایی، به ویژه آثارِ «جوزپه وردی»، «جاکومو پوچینی» و آهنگسازان مکتب «وِریسم» (واقع‌گری محض) ستوده‌اند.
او خوانندگی و موسیقی را در «هنرستان سلطنتی موسیقی مادرید» و سپس در «هنرستان موسیقی بارسلون» فرا گرفت و نخستین اجرایِ حرفه‌ای‌اش را در «سالن بزرگ نمایش لوسئو» در شهر بارسلون ایفا نمود.